# Караджала (Лагодехский муниципалитет)
Караджала (груз. ყარაჯალა) — село в Грузии, в муниципалитете Лагодехи края Кахетия.

## География
Село расположено в восточной части края, в 15 километрах по прямой к западу от центра муниципалитета Лагодехи. Высота центра — 370 метров над уровнем моря.

## Население
По данным переписи населения 2014 года, в селе проживало 2012 человек.
| Год  | Население | Мужчины | Женщины |
| ---- | --------- | ------- | ------- |
| 2002 | 2576      | 1281    | 1295    |
| 2014 | 2012      | 1026    | 986     |